# NYSE American
NYSE American、かつてのNYSE MKT、アメリカン証券取引所（アメリカンしょうけんとりひきじょ、American Stock Exchange: AMEX）は、アメリカ合衆国ニューヨーク市にある証券取引所である。2017年にNYSE American に改称された。

## 概要

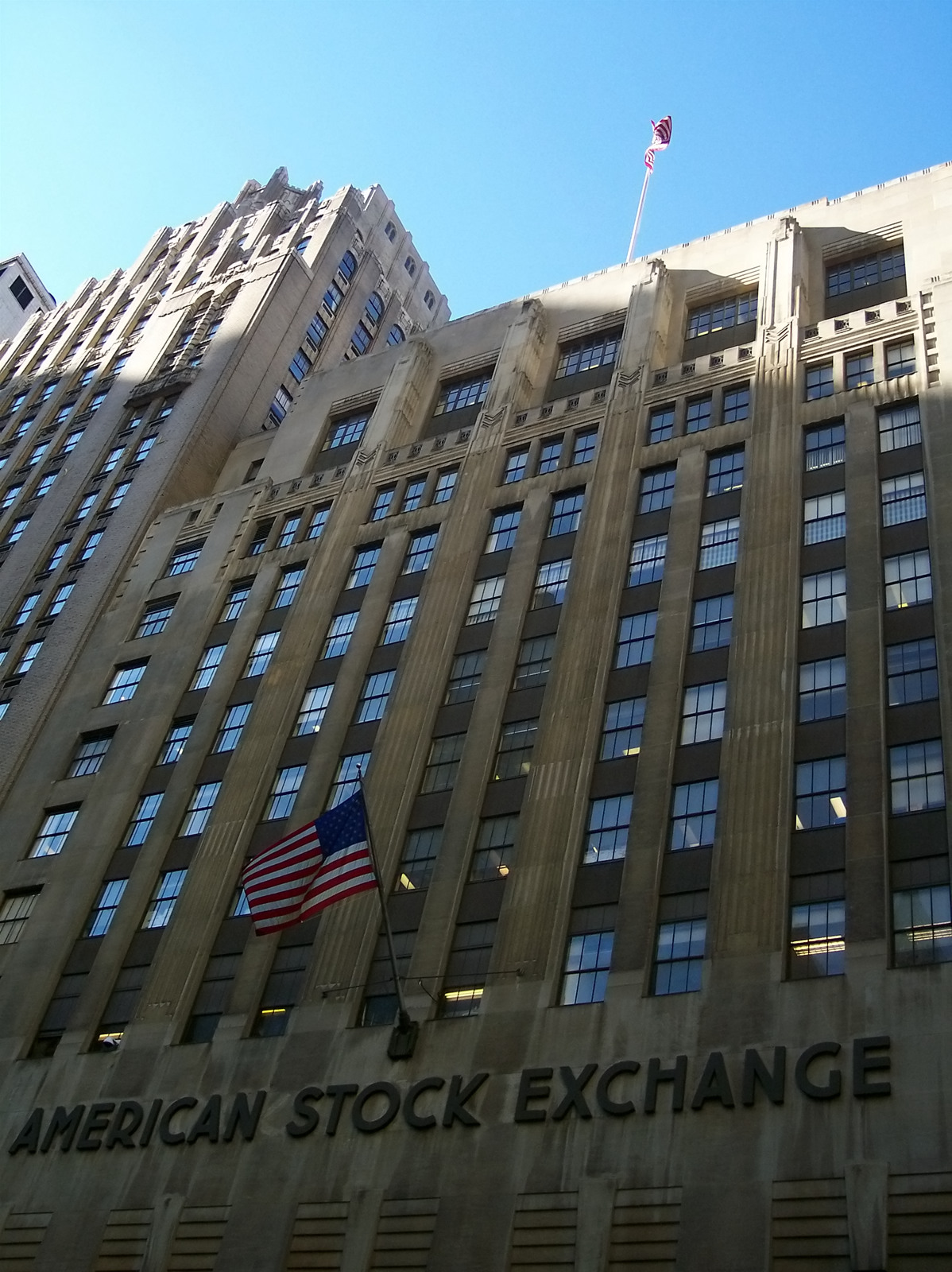
アメリカン証券取引所ビル

アメリカン証券取引所の特徴は、株式（主に中小型株）、オプション、上場投資信託（ETF）および仕組み債といった金融商品を幅広く取り扱っていることにある。なお、同取引所では、1993年にS&P500指数を対象としたETFを上場させているが、これが米国内におけるETFの先駆となった。2006年12月末現在で同取引所には200を超えるETFが上場されている。また、同取引所では、個別株オプションだけでなく、セクター（業種）単位でのインデックスを参考指標とするオプションも取り扱っている。

## 沿革
1908年、場外取引ブローカー (curbstone broker) たちは場外マーケット (curb market) を標準化し整理するためにNew York Curb Market Agency（ニューヨーク場外市場エージェンシー）を設立した。1911年に、このブローカーたちは取引や上場の体系的な成文法を持ったNew York Curb Marketとして知られるようになった。彼らは屋外取引を行っていたが、1921年にロウアー・マンハッタンのグリニッジ・ストリートに建つニューヨーク場外取引所ビル (New York Curb Exchange Building) 内に取引所を移した。1929年、New York Curb MarketはNew York Curb Exchange（ニューヨーク場外取引所）に改称した。
1953年、Curb Exchangeは American Stock Exchange (AMEX) に改称した。1961年に店頭市場でスキャンダルが起こり、コーエン報告書（Report of Special Study of Securities Markets of the Securities and Exchange Commission）がまとめられた。
1971年、日本の大蔵省が対外証券投資のできる市場に追加した。1977年にトーマス・パタフィ（Thomas Peterffy）が会員権を取得した。彼は電子取引の発展に寄与したが、今ではドナルド・トランプの支援者である。
2004年にはNASDAQ運営母体であるNASD（全米証券業協会）と合併した（組織形態はLLC）。
2008年1月17日にNYSEユーロネクストはAMEXを$2億6000万の株式で買収すると発表した。2008年10月1日にこの買収は完了したAMEXはユーロネクストグループであるen:Alternextと統合され、 NYSE Alternext U.S.となった。2009年3月NYSE Alternext U.S.はNYSE Amex Equitiesとなった。2012年3月10日、NYSE Amex EquitiesはNYSE MKT LLCと改称した。
2008年12月1日、トリニティ・プレイス 86番地にあったCurb ExchangeビルのAMEXトレーディング・フロアは閉鎖され、ウォール・ストリート 11番地にあるニューヨーク証券取引所のトレーディング・フロアへ移転した。
2017年、NYSE MKT LLCは、NYSE American へと改称した。